# Chrysobothris cuprascens
Chrysobothris cuprascens är en skalbaggsart som beskrevs av Leconte 1860. Chrysobothris cuprascens ingår i släktet Chrysobothris och familjen praktbaggar. Inga underarter finns listade i Catalogue of Life.